# 卓新平
卓新平（1955年3月31日—），男，土家族，湖南慈利人，中国基督教研究专家，现任中国社会科学院世界宗教研究所所长、研究员，中国宗教学会会长。

## 生平
1972年5月到1974年7月，在湖南常德师范专科学校英语专科学习。1974年8月到1978年9月，担任常德师范专科学校英语科教师，其间于1977年11月到1978年1月在湖南大学英语培训班、湖南师范学院英语系进修。1978年10月到1981年9月，于中国社会科学院研究生院世界宗教研究系就读基督教专业硕士研究生，1981年获哲学硕士学位。1981年5月，加入中国共产党。1981年8月到1983年5月，担任中国社会科学院世界宗教研究所助理研究员。1983年5月到1988年11月，在德国慕尼黑大学学习，1987年获得哲学博士学位。1988年9月，当选德国（欧洲）宗教史协会终身会员。
1988年11月到1992年8月，任中国社会科学院世界宗教研究所副研究员。1989年到1993年，任中国社会科学院世界宗教研究所基督教研究室副主任。1991年，被中华人民共和国人事部和国家教育委员会评为“有突出贡献的留学回国人员”。1992年8月，获评为中国社会科学院研究员、享受国务院政府特殊津贴专家。1993年9月到1998年9月，任中国社会科学院世界宗教研究所副所长、基督教研究室主任。1994年起，担任中国社会科学院研究生院教授、硕士生导师。1994年，当选中国国际文化交流中心理事、中国统一战线理论研究会理事。1995年到2001年，任中国宗教学会副会长。1996年到2003年，任中国社会科学院研究生院世界宗教研究系主任。1996年，任中国社会科学院研究生院学术委员会委员、博士生导师，中国社会科学院基督教研究中心主任，并且获评为国家级有突出贡献的中青年专家以及“新世纪百千万人才工程”国家级人选，当选欧洲科学艺术研究院院士。
1998年9月，出任中国社会科学院世界宗教研究所所长。1999年，当选中国统一战线理论研究会副秘书长、常务理事。2000年到2004年，任联合国教科文组织下属的国际哲学与人文科学研究理事会副主席。2001年，当选中国宗教学会会长。2001年3月到2002年1月，参加中央党校第17期中青年干部培训班培训。2002年，任清华大学伟伦特聘访问教授，美国伯克利联合神学研究院苏吉特·辛格学术讲座主讲。2003年8月到2004年7月，任英国伯明翰大学佩顿研究员（访问学者）。2003年起，任国家社会科学基金宗教学评审组组长，并获评为优秀留学回国人员，任香港中文大学庞万伦基督教与中国文化讲座主讲。2003年到2009年，任美国亚洲基督教高等教育联合董事会董事。2004年，入选中共中央宣传部第一批“四个一批”人才，并且连任中国统一战线理论研究会常务理事。2005年，出任中国社会科学院学位委员会委员。2006年8月，当选中国社会科学院学部委员，并且连任中国宗教学会会长。2008年3月，当选第十一届全国人大常委会委员、民族委员会委员、代表资格审查委员会委员。2008年，任国务院学位办公室哲学组成员。2013年3月，当选第十二届全国人大常委会委员。2018年2月24日，当选为第十三届全国人大代表。

## 著作

### 个人专著（独著）
- 卓新平，全球化的宗教与当代中国，社会科学文献出版社，2008年2月
- 卓新平，基督教与中国文化的相遇、求同与存异，香港中文大学，2007年3月
- 卓新平，当代亚非拉美神学，上海三联书店，2007年1月
- 卓新平，当代基督宗教教会发展，上海三联书店，2007年1月
- 卓新平，神圣与世俗之间（文集），黑龙江人民出版社，2004年1月
- 卓新平，基督宗教论（文集），社会科学文献出版社，2000年9月
- 卓新平，基督教知识读本，宗教文化出版社，2000年8月
- 卓新平，宗教理解，社会科学文献出版社，1999年9月
- 卓新平，当代西方新教神学，上海三联书店，1998年5月（2006年2月再版）
- 卓新平，当代西方天主教神学，上海三联书店，1998年5月（2006年2月再版）
- 卓新平，基督教犹太教志，上海人民出版社，1998年10月
- 卓新平，基督教文化百问，今日中国出版社，1995年4月
- 卓新平，世界宗教与宗教学，社会科学文献出版社，1992年6月
- 卓新平，尼布尔，台湾东大图书公司，1992年9月
- 卓新平，圣经鉴赏，中国社会科学出版社，1992年2月
  - 卓新平，圣经鉴赏，宗教文化出版社，2000年11月
- 卓新平，西方宗教学研究导引，中国社会科学出版社，1990年7月
- 卓新平，宗教起源纵横谈，湖南人民出版社，1988年12月
- 卓新平，宗教与文化，人民出版社，1988年10月
- 卓新平，中西当代宗教理论比较研究（德文），彼得.朗出版社，1988年（Theorie über Religion im heutigen China und ihre Bezugnahme zu Religionstheorie des Westens， Peter Lang Verlag， 1988）。

### 主编著作
- 卓新平、许志伟主编，基督宗教研究（第十二辑），宗教文化出版社，2009年11月
- 卓新平、唐晓峰主编，论马克思主义宗教观，社会科学文献出版社，2009年10月
- 卓新平主编，20世纪中国社会科学  宗教学卷，广东教育出版社，2009年7月
- 卓新平、南效伯主编，基督宗教社会学说及社会责任，宗教文化出版社，2009年5月
- 卓新平、许志伟主编，基督宗教研究（第十一辑），宗教文化出版社，2008年12月
- 卓新平主编，中国宗教学30年，中国社会科学出版社，2008年10月
- 卓新平主编，基督教小辞典（修订版），上海辞书出版社，2008年7月
- 卓新平主编，当代中国宗教研究精选丛书，基督教卷，民族出版社，2008年1月
- 卓新平、许志伟主编，基督宗教研究（第十辑），宗教文化出版社，2007年11月
- 俞可平、李慎明、王伟光主编，卓新平等执行主编，马克思主义研究论丛：宗教观研究，中央编译出版社，2007年9月
- 卓新平、许志伟主编，基督宗教研究（第九辑），宗教文化出版社，2006年11月
- 卓新平主编，基督教文化160问，东方出版社，2006年6月
- 卓新平、许志伟主编，基督宗教研究（第八辑），宗教文化出版社，2005年11月
- 卓新平主编，宗教比较与对话（第六辑），宗教文化出版社，2005年10月
- 卓新平主编，中国基督教基础知识，宗教文化出版社，1999年1月（2005年7月再版）
- 卓新平、伯玲、魏克利主编，信仰之间的重要相遇，宗教文化出版社，2005年6月
- 卓新平、许志伟主编，基督宗教研究（第七辑），宗教文化出版社，2004年12月
- 卓新平主编，宗教比较与对话（第五辑）， 宗教文化出版社， 2004年11月
- 卓新平、许志伟主编，基督宗教研究（第六辑），宗教文化出版社， 2003年12月
- 卓新平主编，相遇与对话，宗教文化出版社，2003年9月
- 卓新平、萨耶尔主编，基督宗教与当代社会，宗教文化出版社， 2003年8月
- 卓新平主编，宗教比较与对话（第四辑），宗教文化出版社， 2003年8月
- 卓新平、许志伟主编，基督宗教研究（第五辑），宗教文化出版社， 2002年11月
- 任继愈主编，卓新平执行主编，20世纪中国学术大典，宗教学，福建教育出版社，2002年9月
- 卓新平主编，基督教小辞典，上海辞书出版社，2001年12月
- 卓新平主编，宗教比较与对话（第三辑），宗教文化出版社，2001年10月
- 卓新平、许志伟主编，基督宗教研究》（第四辑），宗教文化出版社，2001年10月
- 卓新平、许志伟主编，基督宗教研究》（第三辑），宗教文化出版社， 2001年10月
- 卓新平、许志伟主编，基督宗教研究》（第二辑），社会科学文献出版社，2000年10月
- 卓新平主编，宗教比较与对话（第二辑），社会科学文献出版社，2000年10月
- 卓新平主编，宗教比较与对话（第一辑），社会科学文献出版社， 2000年1月
- 王作安、卓新平主编，宗教：关切世界和平》，共同主编，宗教文化出版社，2000年8月
- 卓新平、许志伟主编，基督宗教研究（第一辑），社会科学文献出版社，1999年12月
- 张西平、卓新平主编，本色之探：20世纪中国基督教文化学术论集，中国广播电视出版社，1999年4月
- 卓新平主编，基督教文化面面观，齐鲁书社，1991年10月

### 合著
- 文庸等主编，基督教词典，商务印书馆，2005年2月
- 李德洙、叶小文主编，当代世界民族宗教，中共中央党校出版社，2003年12月，第117-126页
- 中央党校课题组编，现阶段我国民族与宗教问题研究，宗教文化出版社，2002年9月，第34-65页
- 戴康生主编，当代新兴宗教，东方出版社，1999年12月，第279-292页
- 任继愈主编，宗教大辞典，上海辞书出版社，1998年8月（分科主编）
- 简明华夏百科全书，华夏出版社，1998年（宗教学分科主编）
- 简明中国大百科全书，中国大百科全书出版社，1997年
- 于可主编，当代基督新教，东方出版社，1993年7月，第24-90页